# British and Irish Lions
|  | No s'ha de confondre amb XV de los Leones que fa referència a la selecció espanyola de rugbi. |

Els British and Irish Lions o més generalment anomenat Lions o BIL són un equip de rugbi compost pels millors jugadors d'Anglaterra, Escòcia, Gal·les i l'illa d'Irlanda (República d'Irlanda i Irlanda del Nord), que periòdicament es reuneixen per fer gires i partits d'exhibició. La primera gira dels Lions va tenir lloc a Austràlia i Nova Zelanda l'any 1888. Des 1989, hi ha una normativa que organitza la gira del Lions cada quatre anys. Habitualment, aquestes gires tenen lloc l'hemisferi meridional, és a dir, principalment Sud-àfrica, Austràlia i Nova Zelanda i ocasionalment s'enfronten a equips argentins. Jugar amb els Lions és un gran honor per qualsevol jugador de Rugbi de les illes britàniques o d'Irlanda, fins i tot més gran que jugar per al seu equip nacional. De la mateixa manera ho és per als seus adversaris, ja que un equip ha d'esperar 12 anys per poder tornar a enfrontar-se amb aquesta selecció d'elite.

## Nomenclatura i símbols
L'equip multinacional que avui es denomina British and Irish Lions va començar a existir el 1888 com Shaw & Shrewsbury Team. Fou llavors compost principalment per jugadors anglesos, però també va comptar amb jugadors d'Escòcia i Gal·les. Més tard, va adoptar el nom de British Isles. En la seva gira de 1950 a Nova Zelanda i Austràlia, es va adoptar oficialment el nom British Lions, sobrenom provinent de l'ús que en varen fer els periodistes britànics i sud-africans a la gira sud-africana de 1924 després de l'ús de l'emblema del lleó en els seus assaigs. L'emblema de les seves samarretes es modificar a favor de la insígnia d'un escut dividit en quatre parts amb els escuts de les 4 nacions que els componen.
Quan l'equip va aparèixer per primera vegada al segle xix, va representar el Regne Unit de Gran Bretanya i Irlanda, com a selecció de l'aleshores estat britànic. Tot i la Guerra angloirlandesa i la Guerra Civil irlandesa l'equip va continuar existint. Per evitar l'ambigüitat i fer-ho atractiu als jugadors irlandesos, es va decidir definir la identitat de l'equip com a representant dels dos estats sobirans: el Regne Unit i Irlanda, amb membres del grup "britànic" o "irlandès". Des de la gira de 2001 a Austràlia, s'ha utilitzat el nom oficial britànic i irlandès. Sovint, l'equip es refereix simplement com a lions.

## Gires

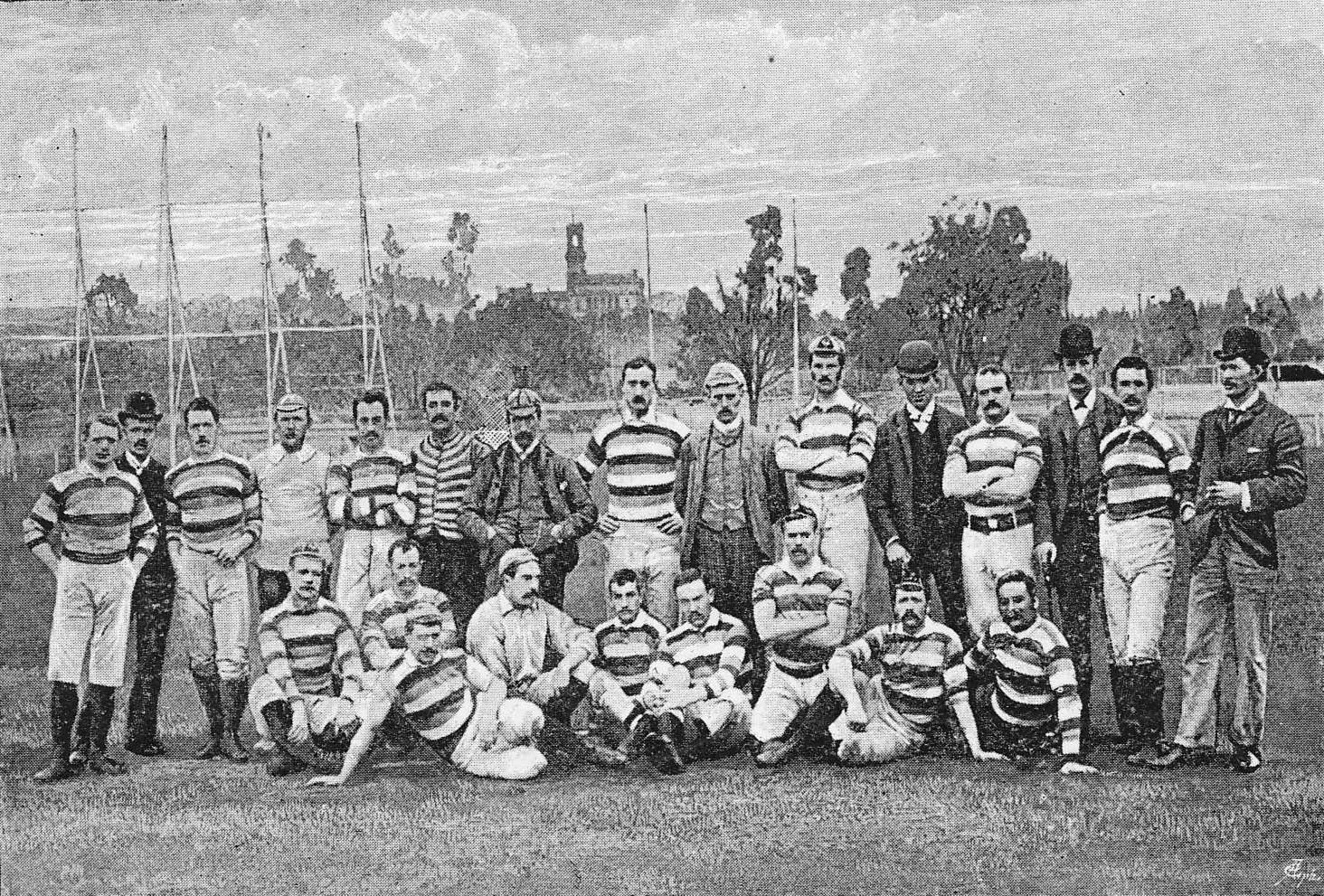
El primer equip dels Lions que va fer una gira per Austràlia i Nova Zelanda l'any 1888.

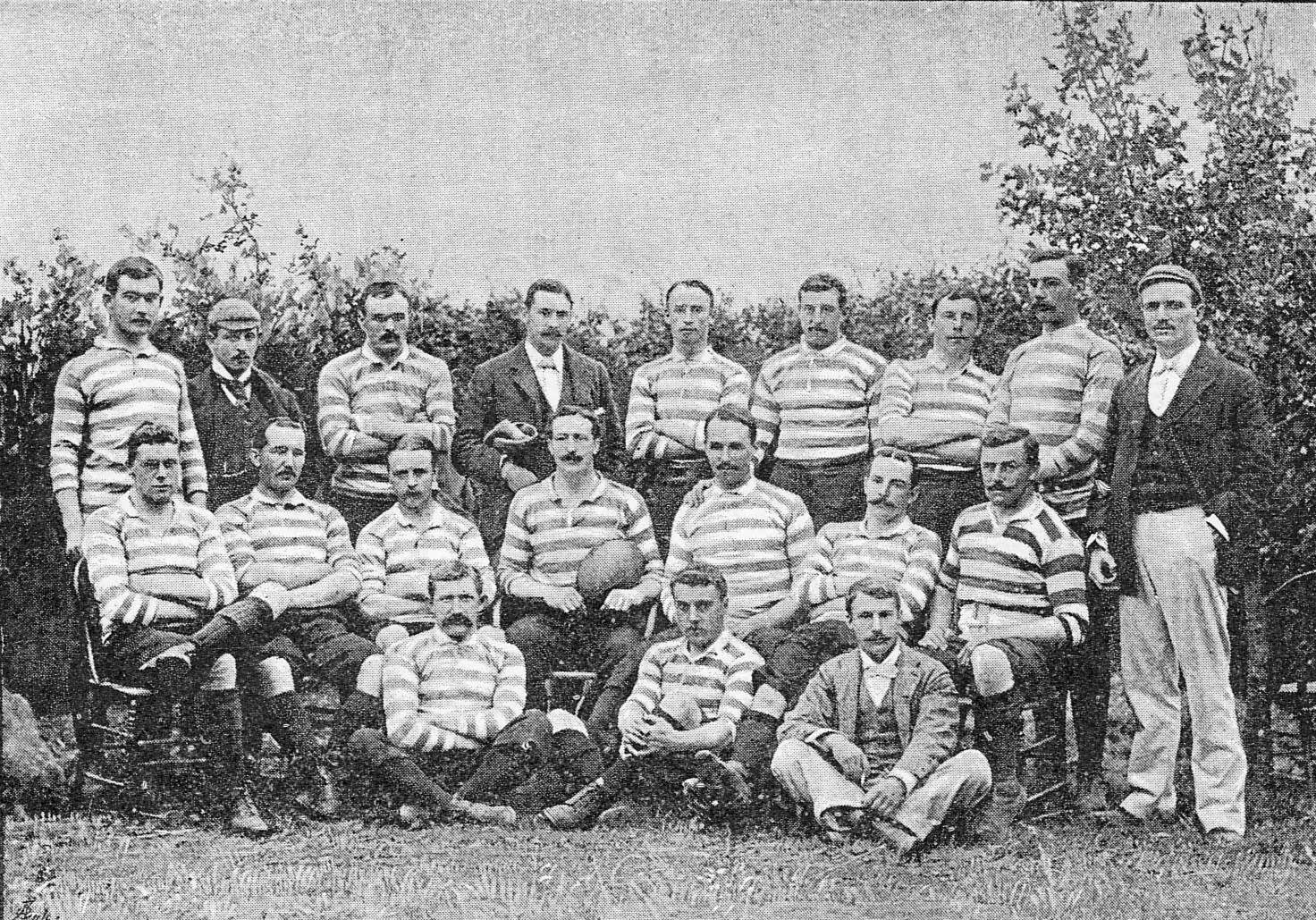
L'equip que va viatjar a Sud-àfrica el 1891.

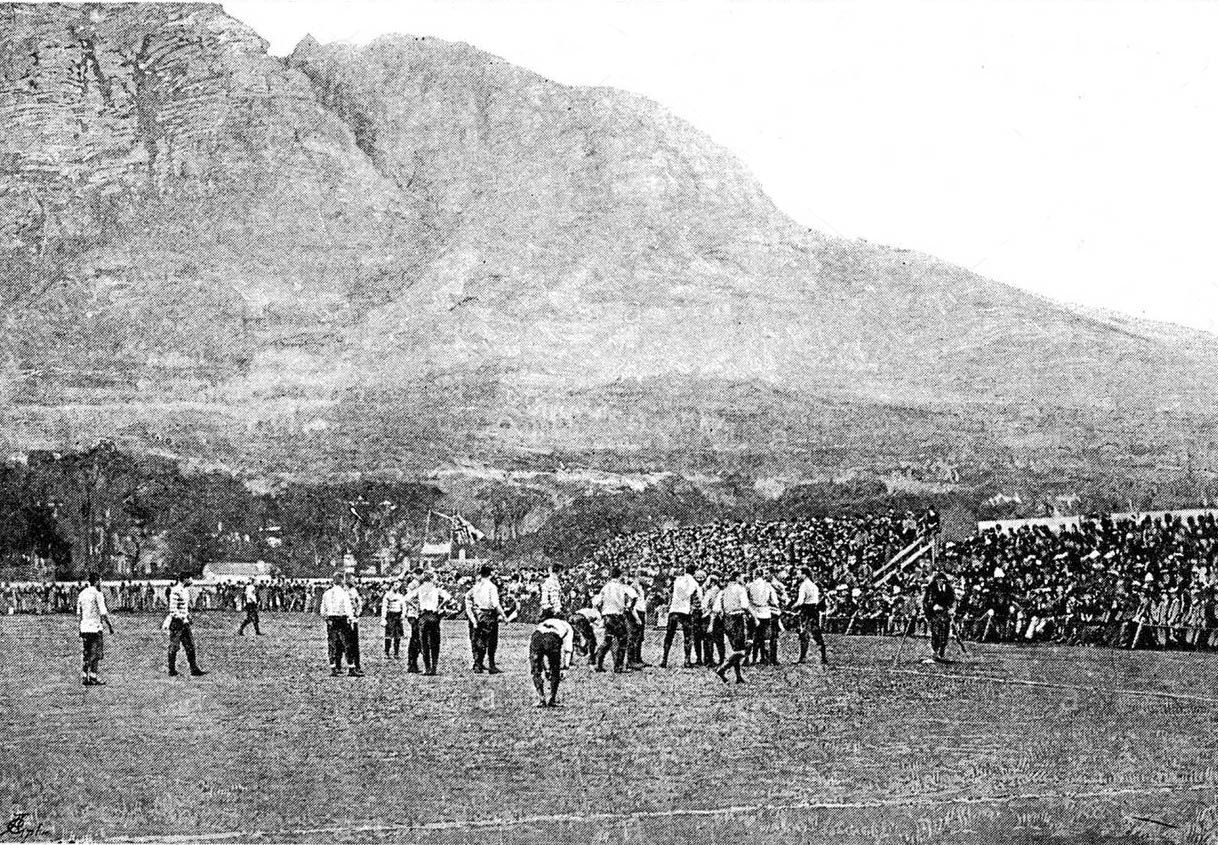
Anglaterra vs Capi Coloni, 1891, el primer partit jugat en terra sud-africana.

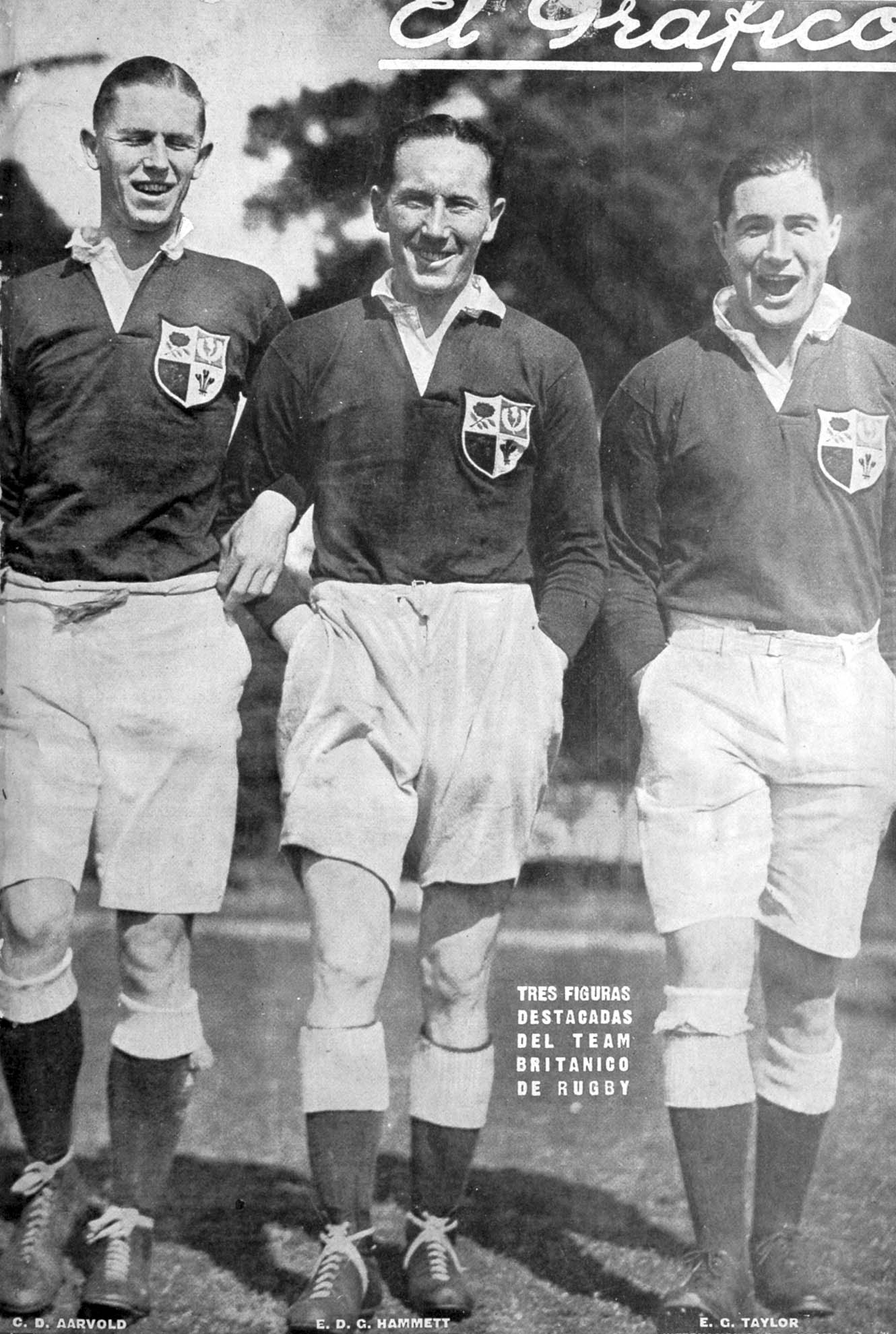
Tres membres dels Lions durant la gira per Argentina de 1927.

Els Lions contra els All Blacks l'any 2005.

## Gires[2]
| Any  | País                     | Capità                                          | Entrenador                      | Màxim anotador                      | Resultat                                            | Balanç de victòries-derrotes-empats                                        |
| ---- | ------------------------ | ----------------------------------------------- | ------------------------------- | ----------------------------------- | --------------------------------------------------- | -------------------------------------------------------------------------- |
| 1888 | Nova Zelanda i Austràlia | Robert Seddon · Andrew Stoddart                 | Alfred Shaw · Arthur Shrewsburi | Sense dades                         | Sense dades                                         | Sense dades                                                                |
| 1891 | Sud-àfrica               | Bill Maclagan                                   | Edwin Ash                       | Arthur Rotherham, 4                 | Guanyat                                             | 3–0                                                                        |
| 1896 | Sud-àfrica               | Johnni Hammond                                  | Roger Walker                    | J. F. Birne, 12                     | Guanyat                                             | 3–1                                                                        |
| 1899 | Austràlia                | Matthew Mullineux · Frank Stout                 | Matthew Mullineux               | Charlie Adamson, 17                 | Guanyat                                             | 3–1                                                                        |
| 1903 | Sud-àfrica               | Mark Morrison                                   | Johnni Hammond                  | John Gillespie, 4                   | Perdut                                              | 0–1 (va empatar 2 tests)                                                   |
| 1904 | Nova Zelanda i Austràlia | David Bedell-Sivright                           | Arthur O'Brien                  | Perci Bush, 20                      | Guanyat Perdut                                      | 3–0 (Austràlia) 0–1 (Nova Zelanda)                                         |
| 1908 | Nova Zelanda i Austràlia | Arthur 'Boxer' Harding                          | George Harnett                  | Reggie Gibbs, 3 · Jack Jones, 3     | Perdut                                              | 0–2 (va empatar 1 test) (Nova Zelanda) No es van jugar tests amb Austràlia |
| 1910 | Sud-àfrica               | Tommi Smith                                     | William Cail · Walter E. Rees   | Jack Spoors, 9                      | Perdut                                              | 1–2                                                                        |
| 1910 | Argentina                | John Raphael                                    | R.V. Stanlei                    | Harold Monks, 10 · (no comprovat)   | Guanyat                                             | 1–0                                                                        |
| 1924 | Sud-àfrica               | Ronald Cove-Smith                               | Harri Packer                    | Tom Voice, 6                        | Perdut                                              | 0–3 (va empatar 1 test)                                                    |
| 1927 | Argentina                | David MacMin                                    | James Baxter                    | Ernest Hammett, 40 · (no comprovat) | Guanyat                                             | 4–0                                                                        |
| 1930 | Nova Zelanda i Austràlia | Doug Prentice                                   | James Baxter                    | Carl Aarvold, 9                     | Perdut Perdut                                       | 1–3 (Nova Zelanda) 0–1 (Austràlia)                                         |
| 1936 | Argentina                | Bernard Gadnei                                  | Doug Prentice                   | John Brett, 7 · (no comprovat)      | Guanyat                                             | 1–0                                                                        |
| 1938 | Sud-àfrica               | Sam Walker                                      | Major B.C. Hartlei              | Vivian Jenkins, 9                   | Perdut                                              | 1–2                                                                        |
| 1950 | Nova Zelanda i Austràlia | Karl Mullen                                     | Leslie B. Osborne               | Lewis Jones, 26                     | Perdut Guanyat                                      | 0–3 (va empatar 1 test) (Nova Zelanda) 2–0 (Austràlia)                     |
| 1955 | Sud-àfrica               | Robin Thompson                                  | Jack Siggins                    | Jeff Butterfield, 12                | Igualaron                                           | 2–2                                                                        |
| 1959 | Nova Zelanda i Austràlia | Ronnie Dawson                                   | O.B. Glasgow                    | David Hewitt, 16                    | Guanyat Perdut                                      | 2–0 (Austràlia) 1–3 (Nova Zelanda)                                         |
| 1962 | Sud-àfrica               | Arthur Smith                                    | Harri McKibbin                  | John Willcox, 5                     | Perdut                                              | 0–3 (va empatar 1 test)                                                    |
| 1966 | Austràlia i Nova Zelanda | David Watkins · Mike Campbell-Lamerton          | John Robins                     | Stewart Wilson, 30                  | Guanyat Perdut                                      | 2–0 (Austràlia) 0–4 (Nova Zelanda)                                         |
| 1968 | Sud-àfrica               | Tom Kiernan                                     | Ronnie Dawson                   | Tom Kiernan, 35                     | Perdut                                              | 0–3 (va empatar 1 test)                                                    |
| 1971 | Nova Zelanda             | John Dawes                                      | Carwin James                    | Barri John, 30                      | Guanyat                                             | 2–1 (va empatar 1 test)                                                    |
| 1974 | Sud-àfrica               | Willie John McBride                             | Sid Millar                      | Phil Bennett, 26                    | Guanyat                                             | 3–0 (va empatar 1 test)                                                    |
| 1977 | Nova Zelanda             | Phil Bennett                                    | John Dawes                      | Phil Bennett, 18                    | Perdut                                              | 1–3 (Nova Zelanda)                                                         |
| 1980 | Sud-àfrica               | Bill Beaumont                                   | Noel Murphi                     | Toni Ward, 18                       | Perdut                                              | 1–3                                                                        |
| 1983 | Nova Zelanda             | Ciaran Fitzgerald                               | Jim Telfer                      | Ollie Campbell, 15                  | Perdut                                              | 0–4                                                                        |
| 1989 | Austràlia                | Finlai Calder                                   | Ian McGeechan                   | Gavin Hastings, 28                  | Guanyat                                             | 2–1                                                                        |
| 1993 | Nova Zelanda             | Gavin Hastings                                  | Ian McGeechan                   | Gavin Hastings, 38                  | Perdut                                              | 1–2                                                                        |
| 1997 | Sud-àfrica               | Martin Johnson                                  | Ian McGeechan · Jim Telfer      | Neil Jenkins, 41                    | Guanyat                                             | 2–1                                                                        |
| 2001 | Austràlia                | Martin Johnson                                  | Sir Graham Henri                | Jonni Wilkinson, 36                 | Perdut                                              | 1–2                                                                        |
| 2005 | Nova Zelanda             | Brian O'Driscoll · Martin Corri · Gareth Thomas | Sir Clive Woodward              | Jonni Wilkinson,31                  | Perdut                                              | 0–3                                                                        |
| 2009 | Sud-àfrica               | Paul O'Connell                                  | Ian McGeechan                   | Stephen Jones, 39                   | Perdut                                              | 1–2                                                                        |
| 2013 | Austràlia                | Sam Warburton                                   | Warren Gatland                  | Leigh Halfpenni, 49                 | Guanyat                                             | 2-1                                                                        |
| 2017 | Nova Zelanda             | Sam Warburton                                   | Warren Gatland                  | Owen Farrell, 45                    | Empat (Guanya Nova Zelanda per diferència de punts) | 1-1-1                                                                      |